# Ото IV фон Кирхберг и Бранденбург
Ото IV фон Кирхберг и Бранденбург (на немски: Otto IV von Kirchberg und Brandenburg; † сл. 1220) е граф на Кирхберг при Улм в Баден-Вюртемберг и граф на Бранденбург.

## Произход и наследство
Произлиза от швабската благородническа фамилия фон Кирхберг близо до Улм. Той е син на граф Еберхард II фон Кирхберг († 1183/сл. 1240) и съпругата му (вер. Берта) фон Албек, дъщеря на Витегов фон Албек († сл. 1190) и Берхун фон Кирхберг († 1220), която е омъжена втори път за граф Волфрад I фон Феринген († сл. 1216). Внук е на граф Ото II Илергау, граф фон Кирхберг и в Илергау († 1189) и племенник на граф Ото III фон Кирхберг-Бранденбург († сл. 1194/1239). Брат е на Бруно фон Кирхберг († 1288), епископ на Бриксен (1250 – 1288), и на Конрад I фон Кирхберг († пр. 1268), и вероятно на Еберхард III фон Кирхберг († 1282/1283), и на Конрад II фон Кирхберг († 1276/1282/1286).
Център на господството Кирхберг-Бранденбург е в Дитенхайм, който през 1280 г. получава права на град. След 1298 г. бранденбургските имоти са взети от крал Албрехт I Хабсбургски без да се съобразява от наследствените искания на още живите Кирхберги и са дадени първо на верния на Хабсбургите рицарски род Елербах.

## Фамилия
Ото IV фон Кирхберг и Бранденбург се жени за фон Берг, дъщеря на граф Улрих I фон Берг († 1209) и Аделхайд фон Ронсберг († 1205). Той има три деца:
- Ото V фон Бранденбург († 23 юли 1296), женен за фон Марщетен, дъщеря на граф Готфрид фон Марщетен († сл. 1239) и Берхта фон Балсхайм († сл. 1239)
- дъщеря фон Бранденбург?, омъжена за Крафто фон Наве († сл. 1246)
- Хартман V фон Кирхберг-Бранденбург († сл. 1246), граф на Кирхберг-Бранденбург, женен за фон Вюртемберг, дъщеря на граф Херман фон Вюртемберг († 1231/1236/1240) и Ирменгард фон Ултен († сл. 1231/сл.1236)